# 勒拉尔德雷
勒拉尔德雷（法語：Le Larderet，法語發音：[lə laʁdəʁɛ]）是法国汝拉省的一个市镇，属于隆斯勒索涅区。

## 地理
勒拉尔德雷（46°49'0"N, 5°56'52"E）面积6.31 平方千米，位于法国勃艮第-弗朗什-孔泰大區汝拉省，该省份为法国东部内陆省份，北起上索恩省，西北接科多尔省，西临索恩-卢瓦尔省，南至安省，东与杜省和瑞士接壤。
与勒拉尔德雷接壤的市镇（或旧市镇、城区）包括：沙普瓦、勒拉泰、莱南、蒙塔尼地区韦尔。

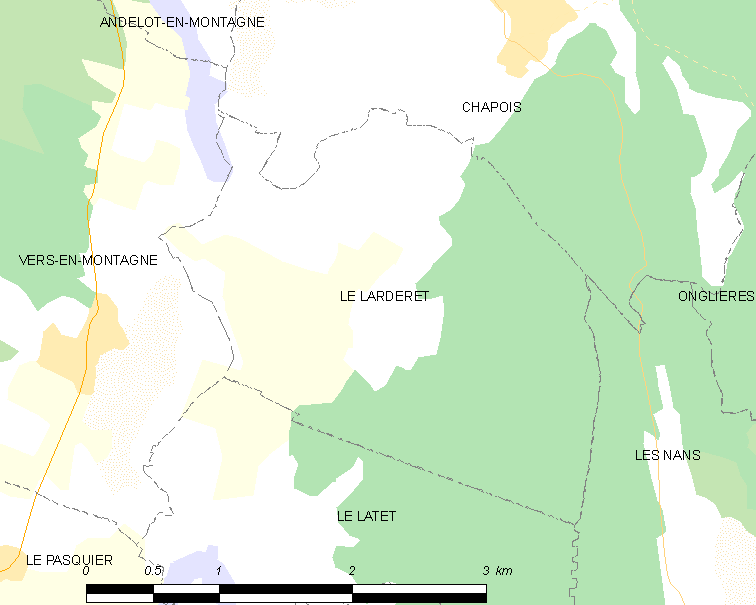
勒拉尔德雷的OSM定位图

勒拉尔德雷的时区为UTC+01:00、UTC+02:00（夏令时）。

## 行政
勒拉尔德雷的邮政编码为39300，INSEE市镇编码为39277。

## 政治
勒拉尔德雷所属的省级选区为尚帕尼奥勒县。

## 人口

1962-2008年间勒拉尔德雷人口变化图示

勒拉尔德雷于2022年1月1日时的人口数量为50人。